# Скотт Вокер (співак)
Скотт Во́кер (справжнє ім'я Ноель Скотт Енджел, англ. Scott Walker, Noel Scott Engel; 9 січня 1943 — 22 березня 2019) — американський та британський співак, автор пісень, продюсер, відомий завдяки своїй кар'єрі у поп-гурті The Walker Brothers та сольній кар'єрі авангардного музиканта.
Незважаючи на те, що Вокер народився у Сполучених Штатах Америки, і заснував гурт The Walker Brothers 1964-го року у Лос Анжелесі, гурт невдовзі переїхав у Британію, де вони мали значний успіх. Після розпаду The Walker Brothers у 1967, Скотт Вокер розпочав сольну кар'єру, записуючи барокову поп-музику, що поступово відійшла від стилю поп-музики The Walker Brothers. У 1970-х The Walker Brothers возз'єдналися та випустили ще три альбоми, останній з яких, «Nite Flights», свідчив про значні зміни у музиці Вокера. Після повторного розпаду гурту, Вокер вів відлюдницький та непублічний образ життя, випускаючи, в середньому, по одному альбому на десять років. Трилогія його пізніх сольних альбомів, «Tilt» 1995-го, «The Drift» 2006-го та «Bish Bosch» 2012-го здобули значне визнання критиків та поціновувачів авангарду, і є впливовими зразками експериментальної рок-музики.

## Життєпис

### 1943—1961: Ранні роки
Скотт Вокер (ім'я при народженні — Ноель Скотт Енджел) народився 9 січня 1943 у Гамільтоні, Огайо, США. Його батько був менеджером у нафтовій компанії, через що сім'я багато переїжджала. У 1959 році він з матір'ю оселився у Каліфорнії.
У дитинстві Енджел цікавився не лише музикою, а й акторством, і мав ролі у двох бродвейських мюзиклах у 1950-х; тоді ж він і розпочав музичну кар'єру, втім, без значних успіхів. Після переїзду у Лос Анжелес, смаки Енджела змінилися; він зацікавився європейським кінематографом (як то фільмами Інгмара Бергмана, Федеріко Фелліні, Робера Брессона), прогресивною джаз-музикою та поетами-бітниками, і навчився вправно грати на бас-гітарі.

### 1961—1967: Початок кар'єри та The Walker Brothers
У 1961 році він зустрів співака та гітариста Джона Мауса, що виступав під псевдонімом «Джон Вокер», на який він мав підробні документи, що дозволяли йому у неповнолітньому віці виступати у клубах з обмеженням 21+. Вони почали виступати разом, спершу граючи з сестрою Мауса Джуді, а пізніше назвавши себе The Walker Brothers (англ. «брати Вокери»). У 1964 вони зустріли барабанщика Ґері Лідса, що доєднався до The Walker Brothers і взяв псевдонім Ґері Вокер. В результаті, вони розпочали кар'єру у образі «братів Вокерів», попри те, що не були родичами, і ніхто з них насправді не мав прізвища Вокер.

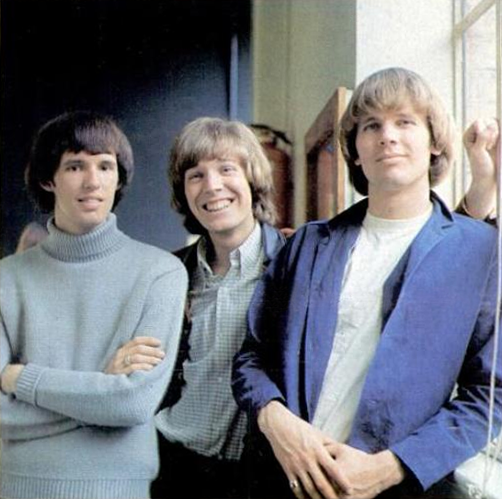
The Walker Brothers у 1965, Скотт Вокер у центрі.

Попри те, що перші записи The Walker Brothers не мали значного успіху, у ранньому 1965 гурт переїхав у Британію, де їх перший сингл «Pretty Girls Everywhere», на якому співав Джон Вокер, потрапив у хіт-парад, хоч і не зайнявши високу сходинку. Після нього вони випустили сингл «Love Her», на якому співав Скотт Вокер, і цей сингл став хітом. В подальшому, Скотт став обличчям гурту. У 1964—1967 The Walker Brothers випустили п'ять альбомів, які складалися переважно з ритмічної поп-музики, соул-стандартів, та, з часом, балад. Два їх сингли, «Make It Easy on Yourself» та «The Sun Ain't Gonna Shine (Anymore)» навіть зайняли перше місце у британському хіт-параді.
Скотт Вокер виступав не лише як фронтмен гурту, а також обирав матеріал для гурту, організовував студійні сесії, продюсував, а також сам писав певну частину пісень. Завдяки привабливості членів гурту, модному образу і шарму їх американського походження, «брати Вокери» швидко стали популярними у Великобританії, являючи собою рідкісний виняток під час так званого «Британського вторгнення» у хіт-паради США (наприклад, у вигляді The Beatles). На піку їх популярності у Великобританії, їх успіх дещо наближався до рівня The Beatles, що мало свої виснажливі наслідки для Вокера, який з часом втратив бажання грати роль поп-зірки.
У 1967 році Вокер у інтерв'ю з британським журналістом зізнався, що «випиває по пляшці вина і пляшці віскі на день», пояснюючи це тим, що він намагається зробити свій голос-баритон грубшим, вважаючи його «надто солодким». Напруга серед учасників гурту та творчі непорозуміння призвели до розпаду гурту у 1967 році.

### 1967—1974: Сольна кар'єра
Одразу після розпаду The Walker Brothers, Вокер розпочав власну сольну кар'єру, що, внаслідок його привабливості і особливої популярності серед слухачів The Walker Brothers, мала значний комерційний успіх. Чотири його альбоми з цього періоду, «Scott» (1967), «Scott 2» (1968), «Scott 3» (1969), «Scott 4» (1969) — не включаючи «Scott Walker Sings Songs From His TV Series» (англ. «Скотт Вокер співає пісні зі своєї телепередачі») 1969-го року — явно ілюструють еволюцію його смаку у бік більш барокової, вичурної оркестрової музики. Авторські пісні Вокера за цей період стають вишуканішими, під впливом Лео Ферре та Жака Бреля (чиї пісні часто з'являлися на альбомах Вокера) та більш сюрреалістичними, що добре помітно на його найвідомішому альбомі у цей період, «Scott 4». «Scott 4» складається повністю з пісень, написаних самим Вокером, і, внаслідок його поступового розчарування у житті поп-зірки, альбом просякнутий екзистенціальними роздумами, а музика подекуди межує з неокласичним авангардом.
Як показник того, наскільки «Scott 4» відрізняється від попередніх альбомів Вокера, співак видав його під своїм справжнім іменем, Скотт Енджел (втім, у подальших перевиданнях альбом публікували під іменем Скотт Вокер). Через це та через складніші, інтелектуально насиченіші пісні, він був комерційно провальним, хоч з часом став вважатись однією з найважливіших та найкращих його праць. Внаслідок провалу «Scott 4», керівництво його лейблу викликало Вокера на розмову, де йому прямо повідомили про необхідність записати прибутковий альбом.
Вокер, у інтерв'ю 2006 року, називає період 1970—1974 своїми «загубленими роками». За його словами, він «малодушно змушував себе продовжувати працювати, сподіваючись, що щось зміниться». У цей час він додає до свого стилю елементи кантрі-музики, та записує ще п'ять альбомів кавер-версій, які, втім, не знаходять відгуку ані у критиків, ані у публіки: «'Til the Band Comes In» (1970), «The Moviegoer» (1972), «Any Day Now» (1973), «Stretch» (1973) та «We Had It All» (1974).

### 1975—1978: Возз'єднання The Walker Brothers
Після того, як кар'єра Вокера досягла дна у середині 1970-х, Скотт Вокер, Джон Вокер та Ґері Вокер повернулися у студію для запису ще двох альбомів як гурт The Walker Brothers. «No Regrets» 1975-го та «Lines» 1976-го не повернули гурт до піку популярності десятирічної давнини, але й не були настільки ж амбіційними: попри присутність оркестрових аранжувань, на цих альбомах відчувався сильний вплив кантрі-музики, і Вокер не писав для них авторських пісень.
У 1978 році, втім, The Walker Brothers перевинайшли своє звучання на новому альбомі «Nite Flights» — переважно саме під впливом нових пісень Скотта Вокера, який вперше писав авторський матеріал з 1970 року. «Nite Flights» ретроспективно вважається найзначнішим та найвпливовішим твором гурту, і він різко відрізняється не лише від нейтральних кантрі-пісень попередніх двох альбомів, але й від усього, що учасники гурту записували до цього. Альбом фактично складається з трьох частин, незалежно написаних трьома учасниками гурту: він починається з чотирьох пісень Скотта Вокера, далі йдуть дві пісні авторства Ґері Вокера, і закривають альбом чотири пісні Джона Вокера. Пісні Скотта Вокера на «Nite Flights» — однойменна, «The Electrician», «Shutout» та «Fat Mama Kick» — радикально відрізняються від усього, що можна було почути у тогочасній популярній музиці, і навіть одна від одної. Настрій цих пісень — напружений, дещо моторошний, з композиційної точки зору вони балансують на межі між бароковою поп-музикою «Scott 4» та дисонансом майбутніх праць Вокера — про що свідчить навіть незвично темна, спотворена обкладинка альбому. Попри доволі прохолодну реакцію публіки, з часом, «Nite Flights» виявився впливовим і пам'ятним альбомом, і багатьма вважається найважливішим твором гурту The Walker Brothers. Брайян Іно, згадуючи вплив пісні «The Electrician», назвав її «музикою майбутнього, яке ми не обрали».
Незважаючи на теплу реакцію критиків, альбом не мав комерційного успіху, так само як і попередні. Учасники The Walker Brothers усвідомили, що вони приречені продовжувати грати свої старі хіти на концертах, і гурт повторно розпався, тепер вже назавжди.

### 1984—2019: Нова музика
На початок 1980-х, репутація сольного матеріалу Вокера зросла, і його праці кінця 1960-х знову увійшли у моду серед молодшого покоління слухачів та музикантів. Наступний альбом Вокера, «Climate of Hunter» вийшов у 1984 році, і він знову був значним кроком вперед у порівнянні з його минулими творами. Тепер Вокер не записував кавер-версії, а співав лише авторський матеріал; пісні мали важче, сучасне рок-звучання, втім, не мали типових для поп-року мелодій чи, подекуди, навіть назв — чотири пісні на альбомі були вказані як, англійською, «Пісня три», «Пісня п'ять», «Пісня шість» та «Пісня сім». Єдиним, що пов'язувало цього, відлюдькуватого та загадкового Вокера з поп-зіркою 1960-х був його звучний, майже оперний голос; у деяких з пісень він був основним елементом мелодії. Втім, знову, альбом справив значне враження на музичних критиків і журналістів, але не був прибутковим для його звукозаписуючої компанії через незначні продажі, і лейбл розірвав контракт з Вокером. Наступний альбом, який він планував записати у 1980-х з Брайяном Іно, так і не з'явився на світ.
Наступні 11 років Вокер не записував музику і не з'являвся на публіці; за його словами у інтерв'ю 2006 року, він поринув у алкоголізм. За словами його менеджера Еда Бікнелла, який два з половиною роки не міг зв'язатися з власним клієнтом, Вокер підпрацьовував маляром. Лише у 1995 він повернувся і випустив наступний альбом, початок визначної глави у його кар'єрі: «Tilt». На момент виходу, «Tilt» шокував та розділив критиків і слухачів; у наступні роки, його репутація і коло слухачів лише зростали. Цей альбом часто вважається початком кар'єри Вокера як авангардного музиканта. Його голос на альбомі має драматичне, майже оперне звучання; музика на альбомі не обмежується нормами жанру чи стилю: певні пісні, як «Farmer in the City» та «Patriot (A Single)» являють собою грандіозні, готичні оркестрові балади; інші ж, як «Bouncer See Bouncer» та «The Cockfighter», межують з індастріал та нойз-роком. У піснях Вокер пише складною, шифрованою мовою про широкий асортимент геополітики, історичних подій та особистостей: вбивство П'єра Паоло Пазоліні та судовий процес над Адольфом Ейхманом, війну в Перській затоці, Болівію, Че Гевару, оргазм.
Після «Tilt», Вокеру знову знадобилося 11 років аби записати свій наступний альбом, «The Drift» (2006). Вокер писав пісні для «The Drift» протягом 10 років. Не зраджуючи експериментальним і авангардним тенденціям попереднього альбому, альбом виявився ще зловіснішим та складнішим. Більшість пісень тут втратили будь-яку схожість з типовими формами поп-музики, як з композиційної точки зору, так і з тематичної, та навіть з технічної: пісня «Clara», наприклад, містить звуки ударів кулаками по шматку яловичини як  перкусія, «Jolson and Jones» включає налякане ревіння віслюка. Пісні на «The Drift» стали довшими, важчими, подекуди перетинаючи відмітку у 10 хвилин, а звукова палітра розширилась; тихі секції часто чергуються з голосними шумами; на кількох піснях до співу Вокера додається монолог. Тематично цей альбом містить пісні про Клару Петаччі, різанину у Сребрениці, мертвонародженого брата-близнюка Елвіса Преслі, та теракт 11 вересня. Цей альбом був високо оцінений критиками одразу на момент виходу, та, так само як «Tilt», вважається однією з його найважливіших праць.
На початку 2010-х років Вокер поступово повернувся до публічного життя та став частіше давати інтерв'ю, звикаючи до своєї нової ролі значної фігури авангардної музики. Його наступний альбом, «Bish Bosch», був написаний та записаний усього за рік, і вийшов 2012 року. Завдяки зацікавленості нового покоління музичних журналістів у його праці, у період «The Drift» та «Bish Bosch» Вокер дав більше інтерв'ю, ніж за усю свою сольну кар'єру до 2006 року. За словами самого Вокера, разом з «Tilt» (1995) та «The Drift» (2006) вони складають трилогію — і є, певно, найвідомішими творами музиканта. На «Bish Bosch», стиль попередніх альбомів набуває певної абсурдності та комічності: палітра звуків, лишаючись непередбачувано широкою, стає яскравіше і експресивніше, включаючи фанфари, гавкання собаки, ксилофон, перкусію на мачете, та оркестрові аранжування, натхненні композиціями Арнольда Шенберга та Ігоря Стравінського. «SDSS14+13B (Zercon, A Flagpole Sitter)», довжиною у 22 хвилини, є найдовшою піснею Вокера, втім, не містить приспівів чи куплетів. Тексти пісень на цьому альбомі не одразу піддаються аналізу: у «SDSS14+13B (Zercon, A Flagpole Sitter)» йдеться про Зеркона, шута при правителі гунів Аттіли, який поступово перетворюється на карликову зорю; значна частина тексту пісні являє собою комічні нападки і жарти (напр. «якби лайно було музикою, ти був би духовим оркестром»). Альбом, так само як і попередні два з трилогії, отримав дуже позитивний відгук від музичних журналістів та зараз вважається одним з його знакових творів.
Після «Bish Bosch», Вокер записав альбом «Soused» у колаборації з американським дрон-метал гуртом Sunn O))) у 2014 році. Зберігаючи ексцентричний стиль вокалу і палітру звуків його попередніх праць, альбом, тим не менш, фокусується на важкому гітарному звучанні і містить більш конвенційні структури. У 2016 Вокер написав саундтрек до історико-драматичного фільму Бреді Корбета «Дитинство лідера», а у 2018 — до фільму Корбета «Голос люкс».

### Смерть
Скотт Вокер помер у віці 76 років у Лондоні, 22 березня 2019 року. Про це оголосив його лейбл 4AD, стверджуючи, що він помер від раку. Після його смерті, значна кількість музикантів віддали йому дань шани, визнаючи вплив його праць.

## Дискографія

### Сольна творчість

#### Студійні альбоми
- «Scott» (1967)
- «Scott 2» (1968)
- «Scott 3» (1969)
- «Scott: Scott Walker Sings Songs from his T.V. Series» (1969)
- «Scott 4» (1969)
- «'Til the Band Comes In» (1970)
- «The Moviegoer» (1972)
- «Any Day Now» (1973)
- «Stretch» (1973)
- «We Had It All» (1974)
- «Climate of Hunter» (1984)
- «Tilt» (1995)
- «The Drift» (2006)
- «Bish Bosch» (2012)
- «Soused» (2014) (у колаборації з Sunn O))))

#### Саундтреки
- «Pola X» (1999)
- «The Childhood of a Leader» (2016)
- «Vox Lux» (2018)

#### Збірники
- «Fire Escape In The Sky: The Godlike Genius Of Scott Walker» (1981)
- «Scott Walker Sings Jacques Brel» (1981)
- «Scott Walker In 5 Easy Pieces» (2003)

#### Міні-альбоми
- «And Who Shall Go To The Ball? And What Shall Go To The Ball?» (2007)

### У складі The Walker Brothers

#### Студійні альбоми
- «Таке It Easy With The Walker Brothers» (1965)
- «Portrait» (1966)
- «Images» (1967)
- «No Regrets» (1975)
- «Lines» (1976)
- «Nite Flights» (1978)

#### Концертні альбоми
- «The Walker Brothers In Japan» (1968)